# Rochefort-en-Valdaine
 Rochefort-en-Valdaine  là một xã thuộc tỉnh Drôme trong vùng Auvergne-Rhône-Alpes ở đông nam nước Pháp. Xã Rochefort-en-Valdaine nằm ở khu vực có độ cao trung bình 290 mét trên mực nước biển.